# Беляев, Моисей Ануфриевич
Моисе́й Ану́фриевич Беля́ев (27 марта 1905, с. Большая Слобода, Сосницкий уезд, Черниговская губерния — 27 июля 1992, Псков) — председатель колхоза «Кзылтуский» Кокчетавской области, Герой Социалистического Труда (1957). Член КПСС с 1941 года.

## Биография
Родился в 1905 году в селе Большая Слобода Сосницкого уезда Черниговской губернии (ныне — Корюковский район Черниговской области Украины).
Трудиться начал с 1925 года. Работал заведующим агитмассового отдела и секретарём Охрамеевского районного исполкома ВЛКСМ. В 1927 году был призван на срочную службу в ряды Красной Армии. После армейской службы обучался в Ленинградском сельскохозяйственном институте, который окончил в 1935 году, получив специальность «агроном-растениевод».
С 1935 года по 1941 год работал в колхозах Ленинградской и Ростовской областях. С 1941 года участвовал в Великой Отечественной войне. После демобилизации работал в колхозах в Мордовской АССР. В 1954 году был назначен председателем колхоза «Кзылтуский» Кокчетавской области Казахской ССР.
В 1956 году колхоз «Кзылтуский» собрал 44097 центнеров зерновых и сдал государству 32892 центнера зерновых при плане в 18000 центнеров. 11 января 1957 года удостоен звания Героя Социалистического Труда «за особо выдающиеся успехи, достигнутые в работе по освоению целинных и залежных земель, и получение высокого урожая».
С 1973 года — на пенсии. Жил в городе Псков.
Скончался 27 июля 1992 года, похоронен в Пскове.